# Sarah Harrison
Sarah Harrison (ur. 2 września 1990 na Malcie), znana również jako LadyInTheTrap (LITT) – angielsko-maltańska DJ-ka i piosenkarka.

## Wczesne życie
Urodzona na Malcie Sarah Harrison rozpoczęła karierę jako dziecko, prowadząc program telewizyjny dla dzieci w ONE TV na Malcie. W wieku 12 lat przeprowadziła się do Londynu, gdzie zaczęła uczęszczać do Sylvia Young Theatre School.
W wieku 13 lat reprezentowała Maltę na inauguracyjnym Konkursie Piosenki Eurowizji dla Dzieci w Kopenhadze w Danii. Wykonała samodzielnie napisaną piosenkę „Like a Star”, która zajęła 7. miejsce.
W 2006 roku pojawiła się jako jedna z bohaterek serialu dokumentalnego Channel 4 My Crazy Life. Odcinek serialu pokazywał dążenie Harrison do sławy i poświęcenie wspierającej ją rodziny. Później uczęszczała do Laine Theatre Arts College.
Wystąpiła jako statystka w dwóch filmach Harry Potter i była członkiem zespołu, który w Abbey Road Studios nagrywał dla Disneya i Walden Media sesje filmowej wersji Opowieści z Narnii: Lew, czarownica i stara szafa C.S. Lewisa.

## Radio

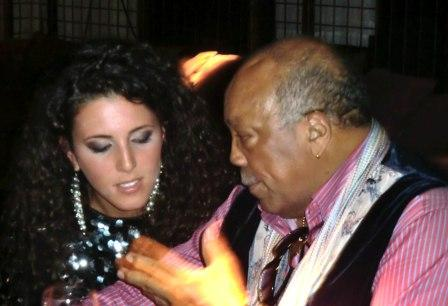
Harrison i Quincy Jones

Jej zainteresowanie produkcją wzmogło się po spotkaniu z Quincy Jonesem. Pierwsze kroki w tym kierunku nastąpiły na początku 2012 roku, kiedy skontaktował się z nią Snoop Dogg po tym, jak usłyszał jej utwory na SoundCloud.
Została gospodarzem cotygodniowego programu radiowego zatytułowanego The Sarah Harrison Show w The Beat London 103,6 FM. W 2013 i 2014 występowała jako DJ na International Music Conference w Atlancie.
Oprócz bycia oficjalnym DJ-em Nike występowała jako support dla The Game i Ciary oraz w Wireless Festival.

## Dziś
Obecnie (2022) Sarah Harrison prowadzi w Londynie własną firmę konsultingową DISKA Global.
Przewodzi również brytyjskiemu rynkowi biznesu artystycznego na prowadzonej przez młodych ludzi platformie Audiomack, gdzie jej rola obejmuje marketing w Wielkiej Brytanii i globalne usługi dla artystów. Harrison po raz pierwszy dołączyła do Audiomack w 2020 jako ambasador Wielkiej Brytanii, gdzie pomogła uruchomić Patterned – oryginalną serię treści wideo promującą brytyjskich artystów.
Z wizją połączenia technologii cyfrowych z doświadczeniami, w 2022 opracowała wyjątkową inicjatywę marketingową w formie konkursu, dając wschodzącym talentom szansę znalezienia się w składzie z gwiazdą Ms Banks i rywalizacji o pakiet nagród głównych – wszystko zasilane przez Audiomack „Supporters” – funkcję, która zwiększa strumień przychodów niezależnych artystów, umożliwiając słuchaczom bezpośredni wkład w tworzenie wydań.